# Tönpa Shenrab Miwoche

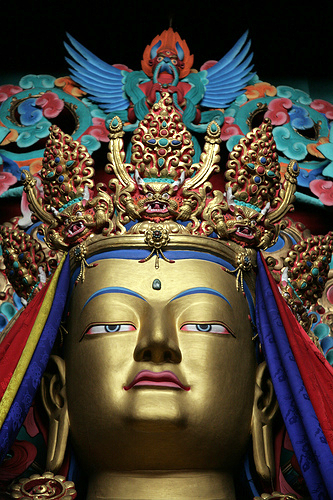
Tonpa Shenrab

Tonpa Shenrab (tibetano: ston pa gshen rab) o Shenrab Miwo (tibetano: gshen rab mi bo) también llamado Buda Shenrab, Guru Shenrab, Tonpa Shenrab Miwoche, Señor Shenrab Miwo, y conocido por una serie de otros títulos, es el fundador de la tradición religiosa Bön del Tíbet.

## La vida de Shenrab de acuerdo a las tradiciones del Bön
Según la tradición Bon, Tonpa Shenrab anterior a Padmasambhava y el Buda Sakyamuni. Se sostiene que Tonpa Shenrab primero estudió la doctrina Bon en Tagzig Olmo Lung Ring (que para la economía puede ser comparada con el espacio, el cielo y el reino etéreo), al final de los cuales se comprometió a Shenla Odkar (tibetano: gshen lha 'od dkar), el dios de la compasión, que iba a guiar a los pueblos de este mundo a la liberación.
Al igual que el Buda Sakyamuni, Tönpa Shenrab era de sangre real. Tonpa Shenrab renunció a su herencia real a la edad de treinta y uno a recorrer el camino hacia la iluminación. Tonpa Shenrab abrazó la vida de un renunciante y comenzó austeridades, la difusión de la doctrina de Bon, al fin, llegó a la tierra de Zhangzhung cerca de lo que es ampliamente celebrado como el Monte Kailash.
Los relatos de la vida de Tonpa Shenrab se encuentran en tres fuentes principales, titulado Do-Du (mdo 'dus), Zer-mik (gzer mig) y Zee-jee (ZIG brjid). La primera y segunda de las cuentas se llevan a cabo para ser terma (gter ma) descubierto por Bon tertön (gter ston) en el siglo X u XI, y el tercero forma parte del "linaje aural" (ñen ju, snyan brgyud), transmitido a través de la sucesión discipular.

## Las Cuatro Portales y el quinto, el Tesoro
Las doctrinas enseñadas por Tönpa Shenrab generalmente se clasifican según el caso, siendo dos más comunes. En la primera, los cuatro portales y el quinto lugar, el Tesoro (sgo bzhi mdzod lnga), el:
White Water (chab dkar) relaciona temas esotéricos;
Negro Agua (chab nag) se refiere a las narrativas, magia, ritos funerarios y rituales de rescate;
Tierra de Phan ('phan yul) codifica las reglas monásticas y exposiciones filosóficas;
Guía Divina (DPON gsas) consagra las enseñanzas Dzogchen, y por último
Tesoro (mtho thog), que sirve como una antología de los elementos más destacados de los cuatro portales.

## Los Nueve Caminos del Bon
La segunda clasificación, los Nueve Caminos del Bon (bon thegpa borde dgu) es la siguiente: el:
Camino de Predicción (phyva gshen thegpa) codifica ritual, pronóstico, sortilegio y la astrología;
Camino del Mundo  (snang shen thegpa) detalles visuales del Universo psicofísico;
Camino de la Ilusión ('phrul gshen thegpa) explica los ritos de la dispersión de las formas de pensamiento negativas, entidades y energías;
Camino de la Existencia (srid gshen thegpa) detalles funerarios y rituales de la muerte;
Camino de un seguidor laico (dge bsnyen thegpa) contiene los diez principios para la actividad sana;
Camino del Monje (Drang srong thegpa) codifica las normas y reglamentos monásticas;
Camino de Sonido Primordial (a dkar thegpa) traza la integración de un practicante exaltado en el mandala de la más alta iluminación;
Camino del Shen Primordial, (ye gshen thegpa) hace que las pautas para la búsqueda de un verdadero maestro tántrico y los compromisos (tshigs presa, paralelo al sánscrito samaya) que se unen a un discípulo a su maestro tántrico, y por último,
Camino de la Suprema Condición natural (bla med thegpa) o El Camino de Dzogchen.
Las nueve formas también se pueden clasificar en tres grupos, las:
Maneras causales (rgyu'i thegpa) comprende los primeros cuatro de los anteriores;
Maneras resultante ('bras bu'i thegpa) incluye el quinto a octavo, y
Camino Insuperable o el Camino de Dzogchen (khyad par chen po'i thegpa o rdzogs pa chen po, abreviado rdzogs chen) es el noveno.

## El Canon Bon
El Canon Bon comprende más de doscientos volúmenes, que se clasifican en cuatro categorías: los Sutras (MDO), la Perfección de la Sabiduría Enseñanza ('bum), los Tantras (rgyud) y el conocimiento (mdzod). Además de estos, el Canon Bon incluye material sobre rituales, artes y artesanías, la lógica, la medicina, la poesía y la narrativa. Es interesante notar que la sección de "Conocimiento", en relación con la cosmogonía y la cosmología, aunque contiene aspectos únicos del Bon, comparte un parecido más que superficial con las doctrinas Nyingma (rnying ma).

## Aspectos de Shenrab Miwoche
Shenrab Miwoche se dice que tiene tres aspectos o formas: el Tulku (tibetano: sprul sku; sánscrito: Nirmanakaya), Shenrab Miwoche, el dzoku (tibetano: rdzogs sku; sánscrito: sambhogakaya), Shenlha Okar y el bonku (tibetano: bon sku; sánscrito. Dharmakaya), Tapihritsa
- Datos: Q510643
- Multimedia: Tonpa Shenrab Miwoche / Q510643